# 鲁道夫一世 (德意志国王)
鲁道夫一世 （德語：Rudolf I，1218年5月1日—1291年7月15日），羅馬人的國王與奥地利公爵，德意志第一位「伯爵国王」，哈布斯堡王朝的奠基人。其当选为羅馬人的國王，标志着大空位时代的结束。1278年，鲁道夫于杜恩克鲁特战役中击毙奥托卡二世，從他手中取得奥地利与施特里亚公國，其此后形成哈布斯堡君主国的核心。在将哈布斯堡家族从伯爵提升为帝国诸侯的过程中，鲁道夫一世起到了至关重要的作用。

## 早年
1239年，由于父亲在参加诸爵十字军时去世，鲁道夫繼承下哈布斯堡伯國。1245年，魯道夫一世迎娶了霍恩堡的格特鲁德，使哈布斯堡伯國成為士瓦本公國的重要附庸國:169-186。因對腓特烈二世和其子康拉德四世的忠诚，鲁道夫得到大量土地作為獎賞（但1254年教宗英諾森四世將康拉德四世處以絕罰后，魯道夫一世因為是康拉德四世的支持者亦受到絕罰，康拉德四世去世后，他与教廷缔结了持久的和约，绝罚也被撤销）。
大空位时期的各种冲突（特別是斯特拉斯堡主教瓦爾特·德·格羅爾德塞克與薩伏伊伯爵皮特羅二世的衝突）為魯道夫一世帶來了增加士瓦本公國一帶領土的契機，並逐漸將勢力擴展到萊茵河西岸流域。1264年基堡家族絕嗣，魯道夫一世作為基堡伯爵哈德曼四世（Hartman IV）的外甥繼承其領地，成為瑞士北部最重要的領主。

## 加冕
1273年10月1日，鲁道夫一世在選舉中獲勝，當選羅馬人的國王（但未加冕為神聖羅馬皇帝）:86。為了取得教宗額我略十世的認可，魯道夫一世向教皇承諾取消帝国在教皇國及西西里王國的特權，並將會率領一次十字軍東征。额我略十世因此不顾當時德意志最强大的諸侯波希米亞國王奥托卡二世的反對，反而承認魯道夫一世的地位，及為他擺平另一位王位覬覦者、卡斯蒂利亚與莱昂国王阿方索十世，使其放棄羅馬人的國王的頭銜。大空位时期随之宣告结束。
1274年11月，魯道夫一世於紐倫堡舉行帝國議會，討論恢復前皇帝腓特烈二世逝世後失去的國王領地（即巴本堡家族领土），迫使奥托卡二世在會議中回答為何不承認新國王。對此，奥托卡二世以不出席會議，并拒絕討論他因妻子（巴本堡王朝的繼承人）進而取得奧地利、施特里亞及卡林西亞公國與卡爾尼奧拉邊區等領土的问题。魯道夫一世以違反小特權為由，宣佈因巴本堡王朝沒有男嗣，廢除奥托卡二世的繼承權。奥托卡二世被處以帝國禁令。1276年鲁道夫向奥托卡宣戰。

## 馬希菲爾德戰役
1274年11月，在纽伦堡的宫廷议会上，鲁道夫对波奥托卡二世进行审判。结果，诸侯们剥夺了奥托卡的所有帝国封地并1275年6月24日，颁布了对波希米亚国王的帝国禁令。但奥托卡仍然不可将奥地利等领土交出。1276年6 月，美因茨大主教宣布将其逐出教会，并对波希米亚实施禁令。双方将用军事作为神明裁判解决冲突。魯道夫一世爭取到奥托卡二世的前盟友下巴伐利亞公爵海因里希十三世倒戈，迫使波希米亞王國於1276年11月割讓奥地利、施特里亚與卡林西亞等三個公國加上卡尼奧拉邊區予神聖羅馬帝國統治。魯道夫一世接著以女兒茱蒂丝嫁給奥托卡二世的兒子瓦茨拉夫二世來安撫波希米亞，爾後入主維也納。奥托卡二世不甘失去奧地利，私下爭取波蘭皮雅斯特王朝的首領及德意志諸侯的支持，包括海因里希十三世。魯道夫一世為了對抗此聯盟，與匈牙利國王拉斯洛四世及用福利爭取奧地利公國的人民支持。
1278年8月26日，奧托卡二世在摩拉維亞與魯道夫一世發生決戰（馬希菲爾德戰役），後者的軍隊中包括德意志諸侯及匈牙利國王拉斯洛四世的士兵。奧托卡二世在戰鬥中陣亡，波希米亞王國領土只餘下布拉格周邊地區，年幼的瓦茨拉夫二世即位，更與魯道夫一世之女茱蒂絲結婚。

## 王朝奠基人
击败奥托卡二世后，魯道夫一世便將注意力放在擴大哈布斯堡家族的影響力中。1282年12月27日奧格斯堡的帝國議會中，鲁道夫宣布立其子阿爾布雷希特及魯道夫為奥地利與施特里亚公爵。1286年，魯道夫一世再將卡林西亞公國與卡尼奧拉邊區賜給他的盟友、長子阿爾布雷希特的岳父邁因哈德，因他將在波希米亞取得的國王領地變成哈布斯堡家族私有的領地，使很多德意志諸侯不滿。
魯道夫一世致力爭取其子阿爾布雷希特繼承王位，但是在逝世後，諸侯拒絕接受阿爾布雷希特繼位，反而選出拿骚伯爵阿道夫為羅馬人的國王。

## 家庭
- 霍恩貝格的格特露德（英语：Gertrude of Hohenberg）（約1225-1281）：約1253年結婚，霍恩貝格伯爵伯克哈特五世（Burkhard V）之女鲁道夫一世頒布予城市海布隆的特許狀（1281年9月9日，海布隆城市歷史館藏（英语：Haus der Stadtgeschichte (Heilbronn)））

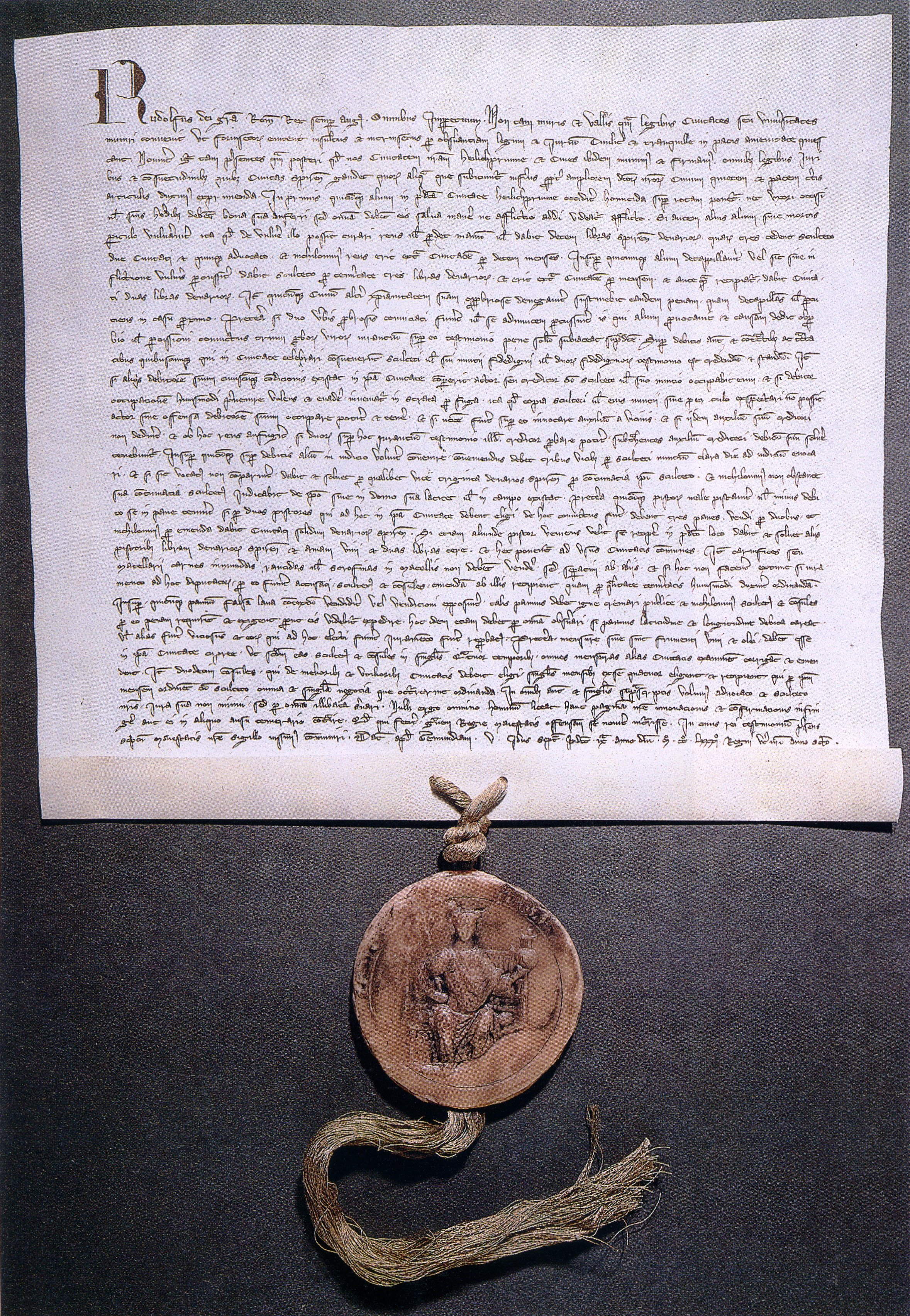
鲁道夫一世頒布予城市海布隆的特許狀（1281年9月9日，海布隆城市歷史館藏）

  - 瑪蒂爾德（1253-1304）：上巴伐利亞公爵路德維希二世夫人
  - 阿爾布雷希特一世（1255-1308）：羅馬人的國王
  - 卡塔里娜（德语：Katharina von Habsburg († 1282)）（約1256-1282）：下巴伐利亞公爵奧托三世夫人
  - 阿格尼絲（德语：Agnes Gertrud von Habsburg）（1257-1322）：薩克森-維滕堡公爵阿爾布雷希特二世夫人
  - 海德薇格（英语：Hedwig of Habsburg）（約1260-約1285）：勃兰登堡-薩爾茲維德爾藩侯奧托六世夫人
  - 克莱门丝（英语：Clemence of Austria）（1262-約1295）：（名義上的）匈牙利國王卡洛·馬特羅王后（英语：List of Hungarian royal consorts）
  - 哈德曼（德语：Hartmann von Habsburg）（1263-1281）
  - 魯道夫二世（1270-1290）：奧地利公爵
  - 茱蒂丝（1271-1297）：波希米亞國王瓦茨拉夫二世王后（英语：List of Bohemian royal consorts）
  - 卡爾（1276）

- 勃艮第的伊莎贝拉（英语：Isabella of Burgundy, Queen of Germany）（約1270-1323）：約1284年結婚，勃艮第公爵于格四世之女